# Martin Olsson
Martin Tony Waikwa Olsson (* 17. Mai 1988 in Gävle) ist ein schwedischer Fußballspieler. Der Flügelspieler, der auf der linken Seite bevorzugt in der Abwehr, aber auch im Mittelfeld eingesetzt werden kann, steht bei Malmö FF unter Vertrag.

## Werdegang

### Im Verein

#### Nachwuchsspieler in Schweden und England
Olsson begann mit dem Fußballspielen in der Jugend des helsingborger Stadtteilvereins Högaborgs BK, für dessen Männermannschaft er 2005 in der drittklassigen Division 2 antrat. Sein Talent weckte das Interesse von diversen Clubs in europäischen Ligen, sodass er im Januar 2006 in die Jugendakademie der Blackburn Rovers wechselte.

#### Durchbruch bei den Blackburn Rovers
Im Jahre 2007 rückte Olsson in den Profikader der Rovers auf, als er in der Qualifikation des UEFA-Pokal sein Pflichtspieldebüt im Spiel gegen den finnischen Vertreter Myllykosken Pallo -47 gab. Nachdem er im Dezember 2007 seinen Einstand in der Premier League gegen Derby County gegeben hatte, wählten ihn die Fans des Vereins zum Nachwuchsspieler des Jahres. Im Anschluss an die Saison 2007/08 unterschrieb Olsson einen neuen Vertrag, der ihn bis zum Ende der Spielzeit 2011/12 an den Verein binden sollte.
In der Folgesaison kam der Schwede über die Rolle des Ergänzungsspielers jedoch nicht hinaus und kam so nur zu neun Einsätzen in der Liga. Dies änderte sich ab der Spielzeit Premier League 2009/10, in der Olsson Stammspieler wurde. So gelang ihm im Februar 2010 sein erstes Tor für die Rovers. Darüber hinaus wurde sein spektakulärer Treffer per Fallrückzieher im League Cup gegen Aston Villa im Januar 2010 von den Fans der Blackburn Rovers zum schönsten Tor der Saison gewählt. Für Kritik hingegen sorgte er, als er im East Lancashire Derby (Blackburn gegen den FC Burnley) durch eine Schwalbe den spielentscheidenden Elfmeter herbeiführte. Im Zweikampf mit Torhüter Brian Jensen kam er zu Fall, gab jedoch später zu, nicht berührt worden zu sein.
Im Mai 2010 debütierte Olsson in der A-Nationalmannschaft Schwedens im Freundschaftsspiel gegen Bosnien und Herzegowina und konnte dort direkt zwei Treffer zum 4:2-erfolg beisteuern. Im Sommer verlängerte er zudem seinen bestehenden Vertrag vorzeitig um fünf Jahre. Olsson entwickelte sich seitdem zu einem festen Bestandteil der Mannschaft und absolvierte einen Großteil der Spiele, nicht zuletzt, weil Teamkollege Gaël Givet als Rivale auf der Linksverteidigerposition in die Jahre gekommen war. Parallel etablierte er sich im Kader der Auswahlmannschaft, wenngleich er teilweise nur als Ersatzmann nominiert wurde.
Am Ende der Spielzeit 2011/12 stieg er mit den Blackburn Rovers aus der Premier League ab, der Klub belegte den vorletzten Tabellenplatz. Dennoch war er zum Stammspieler in der Defensive der schwedischen Nationalmannschaft avanciert, bei der Europameisterschaft 2012 bildete er mit Olof Mellberg, Andreas Granqvist und Mikael Lustig bzw. nach einer Umstellung von Nationaltrainer Erik Hamrén mit Jonas Olsson die schwedische Abwehrreihe und kam in allen drei Gruppenspielen zum Einsatz. Nach dem Abstieg blieb er dem Verein treu und trat mit ihm in der zweitklassigen Football League Championship an. Dort verpasste die Mannschaft als Tabellen-17. deutlich den Wiederaufstieg.

#### Wechsel innerhalb Großbritanniens
Im Juli 2013 wechselte Olsson zurück in die Premier League und schloss sich Norwich City an, wo er einen Vier-Jahres-Vertrag unterzeichnete. Auch hier musste er am Ende der Spielzeit den Abstieg in die Zweitklassigkeit hinnehmen. Mit Norwich stieg er 2014/15 wieder in die Premier League auf und ein Jahr später erneut ab.
Im Januar 2017 wechselte Olsson für vier Millionen Pfund zu Swansea City. Dort spielte er bis zum Sommer 2019 und war dann anschließend vereinslos.

#### Rückkehr nach Schweden
Nach knapp zehn Monaten ohne Verein nahm ihn im April 2020 Helsingborgs IF unter Vertrag. Dort blieb er bis zum Jahresende und ging dann weiter zu BK Häcken. Im August 2021 wechselte er zu Malmö FF. Mit dem Verein gewann er in der folgenden Zeit 2021, 2023 und 2024 jeweils die schwedische Meisterschaft und wurde 2022 sowie 2024 auch schwedischer Pokalsieger.

### Nationalmannschaft
2007 nominierte ihn der Trainer für die schwedischen U-18-Landesauswahl, in der er sich als Stammkraft etablieren konnte. In der Folge durchlief Olsson alle weiteren Jugendnationalmannschaften und wurde in den Kader für die U-21-Europameisterschaftsendrunde im eigenen Land berufen, wo er neben Marcus Berg, Johan Dahlin, Mikael Lustig und Ola Toivonen einer von fünf im Ausland tätigen Spieler der schwedischen Mannschaft war.
Ab 2010 spielte Olsson für die Schwedische A-Nationalmannschaft. Mit dieser Auswahl nahm er an den Europameisterschaften 2012 und 2016 sowie der Weltmeisterschaft 2018 teil. Für die EM 2021 war er ebenfalls nominiert, musste am 31. Mai verletzungsbedingt aber durch Pierre Bengtsson ersetzt werden. Sein bislang letztes Länderspiel bestritt er im Mai 2023 gegen Österreich; insgesamt absolvierte er 56 Länderspiele, in denen ihm fünf Tore gelangen.

### Erfolge
Malmö FF
- Schwedischer Meister: 2021, 2023, 2024
- Schwedischer Pokalsieger: 2022, 2024

## Familie
Olsson hat einen schwedischen Vater und eine kenianische Mutter. Sein Zwillingsbruder Marcus Olsson ist ebenfalls Fußballprofi. Er ist der Schwager von Dirk Nowitzki.